# Конвенция о гражданстве замужней женщины
Конвенция о гражданстве замужней женщины — международная конвенция, принятая Генеральной Ассамблеей ООН в 1957 году. Вступила в силу в 1958 году, и по состоянию на 2013 год её участниками являются 74 государства.

## Предпосылки
До принятия Конвенции о гражданстве замужней женщины не существовало законодательства, защищающего право замужних женщин сохранять или отказываться от национального гражданства так, как это могли делать мужчины. Группы по защите прав женщин признали необходимость юридической защиты гражданских прав женщин, вышедших замуж за кого-то из другой страны или национальности. Лига Наций в начале XX века лоббировалась группами по защите прав женщин, чтобы решить проблему отсутствия международных законов, признающих права замужних женщин на национальное гражданство. Конференция по кодификации международного права, проходившая в Гааге в 1930 году, вызвала протесты международных групп по защите прав женщин, однако Лига отказалась включить закон, обеспечивающий соблюдение прав замужних женщин на гражданство. Лига заняла позицию, согласно которой обеспечение равенства между мужчинами и женщинами — не её роль, а роль государств-членов.
Международный альянс за избирательное право женщин (IWSA, позже переименованный в Международный альянс женщин) в 1931 году начал кампанию, чтобы оказать давление на Лигу Наций, чтобы она решила проблему отсутствия законодательства. Женщины со всего мира отправили телеграммы в Лигу Наций в знак протеста. Лига пошла на уступку в создании нефинансируемого Консультативного комитета по вопросам гражданства женщин.
Панамериканская конференция в Монтевидео приняла Конвенцию о гражданстве женщин в 1933 году. Она была принята Панамериканской конференцией одновременно с Договором о равенстве прав мужчин и женщин. Это были первые нормы международного права, в которых «половое равенство прямо определялось как принцип, подлежащий включению в национальное законодательство», что требовалось от стран, ратифицировавших конвенцию и договор. Этот закон приписывают лоббированию Американской национальной женской партии. Однако ни Международная организация труда (МОТ), ни Лига Наций не принимали никаких законов по этому вопросу в межвоенные годы.

## Вступление в силу
Вопрос о гражданстве замужних женщин был одним из основных вопросов прав женщин, стоящих перед Организацией Объединённых Наций после её создания. Была создана Комиссия Организации Объединённых Наций по положению женщин, которая сделала этот вопрос приоритетом своей повестки дня, начав исследование в 1948 году. Комиссия рекомендовала Экономическому и Социальному Совету Организации Объединённых Наций разработать закон, предоставляющий женщинам равные права, изложенные в статье 15 Всеобщей декларации прав человека. Конвенция о гражданстве замужней женщины вступила в силу 11 августа 1958 года.
По состоянию на 2013 год конвенцию ратифицировали 74 государства. Она была денонсирована ратифицировавшими её Люксембургом, Нидерландами и Соединённым Королевством.

## Цель
Конвенция была заключена в свете нестыковок законодательства о гражданстве, вытекающих из положений, касающихся утраты или приобретения гражданства женщинами в результате брака, развода или изменения гражданства мужем во время брака. Она позволяет женщинам принимать гражданство своего мужа на основании собственного решения женщины, но не требует этого.
Конвенция направлена на выполнение намерений, сформулированных в статье 15 Всеобщей декларации прав человека, согласно которым «каждый человек имеет право на гражданство» и «никто не может быть произвольно лишён своего гражданства или права изменить своё гражданство».

## Ключевые принципы
Статья 1
- ни заключение, ни расторжение брака между кем-либо из его граждан и иностранцем, ни перемена гражданства мужем во время существования брачного союза не будут отражаться автоматически на гражданстве жены.

Статья 2
- ни добровольное приобретение кем-либо из его граждан гражданства какого-либо другого государства, ни отказ кого-либо из его граждан от своего гражданства не будут препятствовать сохранению своего гражданства женой этого гражданина.

Статья 3
- иностранка, состоящая замужем за кем-либо из его граждан, может приобрести, по своей просьбе, гражданство своего мужа в специальном упрощенном порядке натурализации